# Abdul Fattah Ismail
Abd al-Fattah Ismail Ali Al-Jawfi (em árabe: عبد الفتاح إسماعيل علي الجوفي ʿAbd al-Fattāḥ Ismāʿīl) (1939 - 13 de janeiro de 1986) foi o presidente do Presidente do Presidium do Conselho Popular Supremo, chefe de Estado do Iêmen do Sul, e fundador, principal ideólogo, e primeiro líder do Partido Socialista Iemenita de 21 de dezembro de 1978 a 21 de abril de 1980. Ele foi sumariamente executado em 13 de janeiro de 1986, juntamente com outros três, por uma suposta "conspiração para derrubar" o regime de Ali Nasir Muhammad.